# メタルラック (お笑いコンビ)
メタルラックは、吉本興業所属のお笑いコンビ。2011年結成。よしもと佐賀県住みます芸人。よしもと福岡劇場に出演している。

## 略歴
- 2人は佐賀県立佐賀商業高等学校の同級生で、ともにサッカー部に所属していた[1]。
- 2011年に福岡よしもとに所属し、同時にコンビ結成。大阪NSC33期生および東京NSC16期生と同期扱い。
- 2013年、ひのひかり智に加えて2代目「佐賀県住みます芸人」に就任[1]。ただし実際は佐賀県に居住しておらず、佐賀県内での仕事があるたびに福岡県から通っている[2]。
- M-1グランプリ2024では初めて3回戦に進出[3]。

## メンバー
のなか（1987年9月18日 - ）佐賀県佐賀市出身。本名及び旧芸名は野中 勇輔（のなか ゆうすけ）。旧芸名はノッポノナカ。
- 身長177cm、体重67kg。血液型はAB型。
- ボケ担当。
- 趣味はサッカー、野球。
- 調理師免許を取得している。特に和食が得意とのこと。
- 2017年11月に結婚したことを同年12月24日のライブ「さがんスターVOL.3」にて発表した。妻はローカルタレントの堀加寿美[4]。
- 2018年5月11日、第1子である女の子が誕生した[5]。
- 2020年10月30日、第2子である女の子が誕生した。
- 2020年12月1日、6年前に更新し忘れの為、失効していた普通自動車運転免許を再度取得した。(その間はカブで移動、時々転倒。)
- 2022年8月1日、芸名をノッポノナカからのなかに改名。[6]
- 2024年12月6日、第3子である女の子が誕生した。

美意識 タカシ（びいしき たかし、1987年9月9日 - ）佐賀県佐賀市大和町出身。本名及び旧芸名は山崎 貴史（やまさき たかし）。
- 身長170cm、体重60kg。血液型はA型。
- あだ名は「美意識さん」
- ツッコミ担当。
- 趣味はサッカー。
- 芸名の通りナルシストであり、時間があれば鏡を見ている。
- 2017年にInstagramのアカウントを開設し、毎日自撮りをアップロードしている。
- 座右の銘は『笑う歯茎に福来る』（2017年3月29日の「よしもとRadio バリカタ!!」より）。
- 相方より仕事が少なく、自宅の電気・ガス等のライフラインをたびたび止められている。
- 一発ギャグを得意としている。
- 2017年9月27日で福岡でのレギュラー番組が消滅する。
- ワラスボに似ていると度々イジられ、表面上嫌がる素振りを見せるが本人は満更でもなく、むしろ喜んでいる。
- 2021年8月現在、2万5000円のアパートに住んでおり、隣人はペルー人2人であったがいつの間にか転居して行った。
- 寝巻きはジェラートピケとペルーの国旗服を着用している
- 母親は、“薔薇のマユミ”であり、学生時代に唯一作ってくれたお弁当は、ほっかほっか亭の唐揚げ弁当を弁当箱に詰めただけであった。
- 吉本坂46一次審査に落選し、敗者復活を賭け行ったSHOWROOM配信でカウント祭りという、踊り狂うだけの謎のギャグを生み出した
- 吉本坂46敗者復活にて無事16位で通過。
- テレビ電話で行った吉本坂46二次審査では特技としてリフティングを披露したが、2回しかできず画面から消えた。しかし何故か合格し三次審査へ進出した。
- Tシャツを3枚しか持っていない為、差し入れで一番欲しいものはTシャツ
- 長年、アロンアルフアで歯に黄みがかった差し歯をつけていたが、とうとう差し歯を新しく入れ替えた。
- 芸人になる前は4tトラックの運転手だったことをサガテレビかちかちpressで明かす。

## 芸風
- 主に漫才。

## 出演番組

### テレビ
- かちかちPress（サガテレビ） - リポーター
- アサデス。九州・山口（九州朝日放送） - のなか単独で出演
- よしもと天神一丁目!（RKBテレビ）

### ラジオ
- 896わいわい横丁（えびすエフエム)
- SAGADETH（FMからつ）
- よしもとRadio バリカタ!!（RKBラジオ）